# 十二寮
十二寮，原寫為十二藔，是臺灣新竹縣峨眉鄉的一個傳統地域名稱，位於該鄉南部。相較於今日行政區，其範圍大致為湖光村西南半部不含峨眉溪以西部分。
大埔水庫大壩位於本地區西北部邊界處。

## 歷史
台灣清治末期至日治初期，十二寮地區為一街庄，稱為「十二藔庄」，隸屬於竹北一堡。該庄北與赤柯坪庄為鄰，東與石硬仔庄為鄰，東南邊一小段與藤坪庄為界，南邊為崁頂藔庄，西南邊為銅鑼圈庄，西邊及西北邊以峨眉溪與富興庄為界。
1901年（日治明治三十四年）11月，全台廢縣廳改設二十廳，該庄隸屬於新竹廳。1909年（明治四十二年）10月，合併二十廳為十二廳，該庄隸屬不變。1920年（大正九年），廢十二廳改設五州二廳，該庄改制為「十二寮」大字，隸屬於新竹州竹東郡峨眉庄，大字下有「十二寮」、「十寮坑」小字名。
戰後峨眉庄改制為峨眉鄉，隸屬於新竹縣，大字亦改制為村。1950年桃、竹、苗分治，峨眉鄉隸屬不變。

## 交通
鄉道竹49線是本地區與赤柯坪的主要連絡道路。

## 農業
十二寮休閒農業區位於新竹縣峨眉鄉，以豐富的自然資源、客家文化與生態旅遊為核心發展方向。該區域涵蓋山林、水域及農地，致力於推動友善農業與低碳旅遊。
休閒農業區內的發展主軸包括：
臺灣原生植物復育與應用：推廣如土肉桂、新竹油菊、魚腥草等原生植物，發展精油、香氛、手工皂及養生茶包等產品。
農業廢棄物循環利用：設立碳窯，製作木醋液、炭肥等生態農業資材。

## 生活文化
由返鄉青年共同打造十二寮時光村，以「慢活」、「共享精神」及「地方創生」為核心理念，透過創新方式讓更多人認識十二寮的文化與特色。品牌結合休閒農業、特色產品與體驗活動，推動當地產業轉型與青年返鄉就業。
品牌特色：
在地農產加工：開發如茶飲、香氛、手工皂等天然產品。
戶外旅遊與生態體驗：提供露營、釣魚、手作體驗等活動。
社區營造與文化傳承：舉辦週末市集、工作坊、藝文活動等。